# Jason Momoa
Jason Momoa (Honolulu, Havaji, 1. kolovoza 1979.) američki je glumac havajskog porijekla.

## Životopis
Momoa je rođen u Honoluluu na Havajima, ali je zbog rastave roditelja preselio u Iowu. U Norwalku je završio fakultet te se vratio na Havaje. S 19 godina postao je model, a 1999. počeo je glumiti u poznatoj seriji Spasilačka služba, a 2005. glumi i u SF-seriji Stargate Atlantis. Svjetsku slavu dobio je 2010. kada je angažiran za HBO-ovu pupularnu seriju Igra prijestolje, a od 2016. godine utjelovljuje lik superjunaka Aquamana.
Godine 2005. upoznao je svoju buduću suprugu, također glumicu, Lisu Bonet s kojom se vjenčao 2017. godine te s njom ima kćer i sina.

## Odabrana filmografija
- Spasilačka služba, kao Jason Ioane (1991. – 2001.)
- Stargate Atlantis, kao Ronon Dex (2005. – 2009.)
- Conan barbarin, kao Conan (2011.)
- Igra prijestolja, kao Khal Drogo (2011. – 2012.)
- Batman v Superman: Zora pravednika, kao Aquaman (2016.)
- Bilo jednom u Veniceu, kao Spider (2017.)
- Liga pravde, kao Aquaman (2017.)
- Aquaman, kao Aquaman (2018.)
- Aquaman i izgubljeno kraljevstvo, kao Aquaman (2023.)
- Minecraft film, kao Garret Garrison (2025.)

## Vanjske poveznice
- Jason Mamoa u internetskoj bazi filmova IMDb-u (engl.)